# Deutschordenskommende St. Ägid (Regensburg)

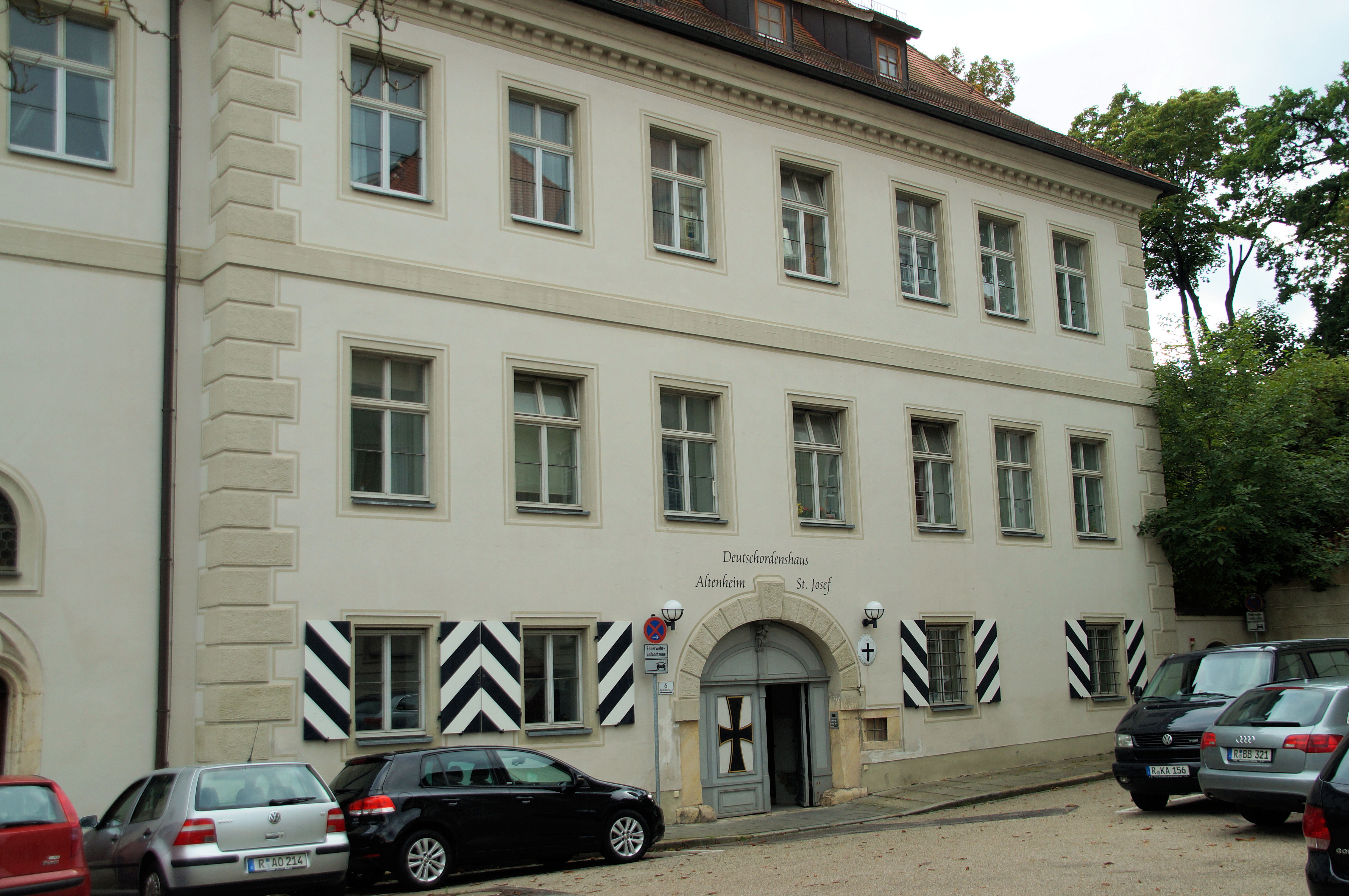
Ehemalige Deutschordenskomturei, heute katholisches Altenheim St. Josef

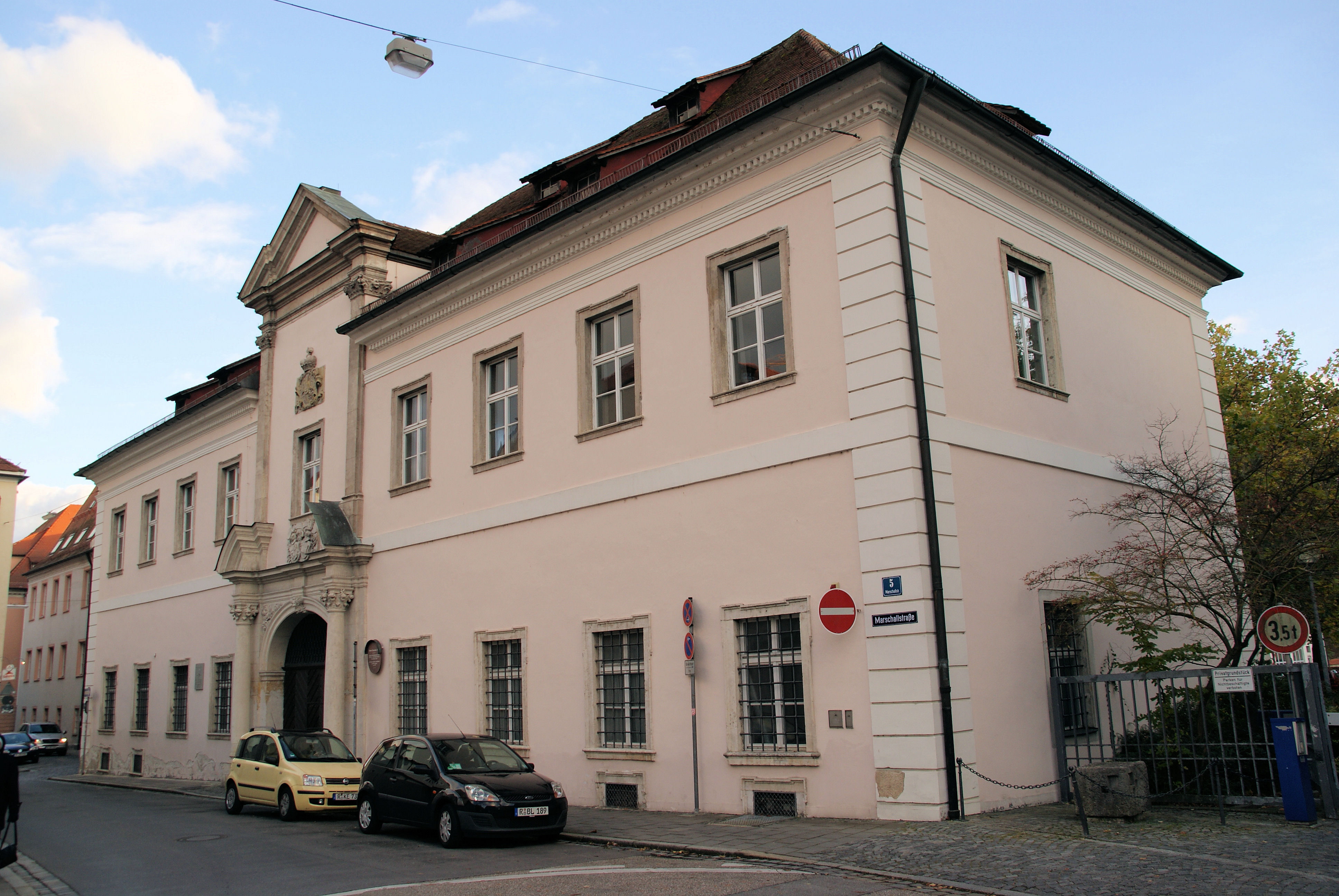
Neues Deutsches Haus, heute Amtsgebäude der Regierung der Oberpfalz

Die Deutschordenskommende St. Ägid (auch Deutschordenskommende St. Gilgen) hatte ihren Sitz in der Innenstadt von Regensburg in Gebäuden auf der Südseite des  heutigen Ägidienplatzes. Die Kommende wurde 1210 durch Herzog Ludwig I. von Baiern gegründet und 1809 aufgelöst. Seit 1978 besteht in den Räumlichkeiten der ehemaligen Kommende das Altenheim St. Josef, das sich in Trägerschaft des Vereins Deutschordenshaus Regensburg e. V. befindet. Dieser wurde von Familiaren der Deutschordensballei „An der Donau“ gegründet. Zur Kommende gehörte die Kirche St. Ägidien, heute Filialkirche der Pfarrei St. Emmeram. Die Anlage wird als Bodendenkmal unter der Aktennummer D-3-6938-0809 im Bayernatlas als „archäologische Befunde und Funde im Bereich der Deutschordens-Kommende St. Ägid vom Hochmittelalter bis in die Neuzeit“ geführt. Ebenso ist sie unter der Aktennummer D-3-62-000-773 als denkmalgeschütztes Baudenkmal von Regensburg verzeichnet.

## Geschichte

### Anfänge und Ausbau der Kommende
Da Bischof Konrad III. von Regensburg zu den Gründer des Deutschen Ordens zählte, nimmt es nicht Wunder, dass nur 20 Jahre danach, im Jahr 1210, die erste Kommende Bayerns durch Herzog Ludwig I. in Regensburg gegründet wurde. Diese war außerdem die erste Komturei der späteren Deutschordensballei Franken, der sich einst über große Teile Süddeutschlands erstreckte. Ein weiterer günstiger Umstand, der die Gründung in Regensburg befördert haben dürfte, war das Aussterben der Babonen, die auch das Amt der Burggrafen von Regensburg innehatten. So fielen 1185 die ehemalige Arnulfspfalz und Ägidienkirche in Regensburg sowie 1204 – nach dem Aussterben der Markgrafen Cham-Vohburg – die Mark Cham als deren Erbe an Herzog Ludwig I. Der Deutsche Orden konnte sich in den dadurch frei gewordenen Gebäuden der Burggrafen von Regensburg niederlassen, die der Herzog der neu gegründete Kommende schenkte. Außerdem übereignete er ihr auch eine nicht genau lokalisierbare Georgskirche, einen Weinberg bei Mariaort, eine Manse bei Regensburg, eine Kirche in Cham und die Mariä-Himmelfahrt-Kirche in Aichach. Mit diesen Besitzungen waren Pfründen und Abgaben verbunden, welche die wirtschaftliche Grundlage für die Gründung der Kommende bildeten.
1224 erschien ein confrater dictus de Wildenouue als Verwalter der Ägidienkirche. In ihm darf aber nach heutigem Kenntnisstand nicht der erste Komtur der Deutschordenskommende gesehen werden. Ein solcher ist 1237 unter dem Namen Chunradus Vuelacher urkundlich bezeugt. Papst Innozenz IV. erlaubte mit einem Privileg vom 17. Juni 1249, dass in der Ägidienkirche auch in Zeiten des Interdikts Gottesdienste gefeiert werden durften. Die Kommende erhielt 1253 das Kirchenpatronat über die Kapelle zu Brunnleiten und 1256 über die Pfarrkirche von Dingolfing. Zudem erwarb der Deutsche Orden durch Schenkungen und Zukäufe reichlich Grundbesitz um Regensburg, 1305 die Hofmark Pichsee im Landkreis Straubing-Bogen sowie 1389 und 1418 die Hofmark Graß. Hingegen erhielt die Mariä-Himmelfahrt-Kirche zu Aichach durch Schenkungen des Bertold von Schildtberg um die Mitte des 13. Jahrhunderts so viel Besitz, dass sie als eigenständige Deutschordenskommende Aichach erhoben wurde und aus dem Regensburger Verband ausschied. Außerdem wurde im Jahr 1279 von Regensburg aus die Deutschordenskommende Gangkofen gegründet.

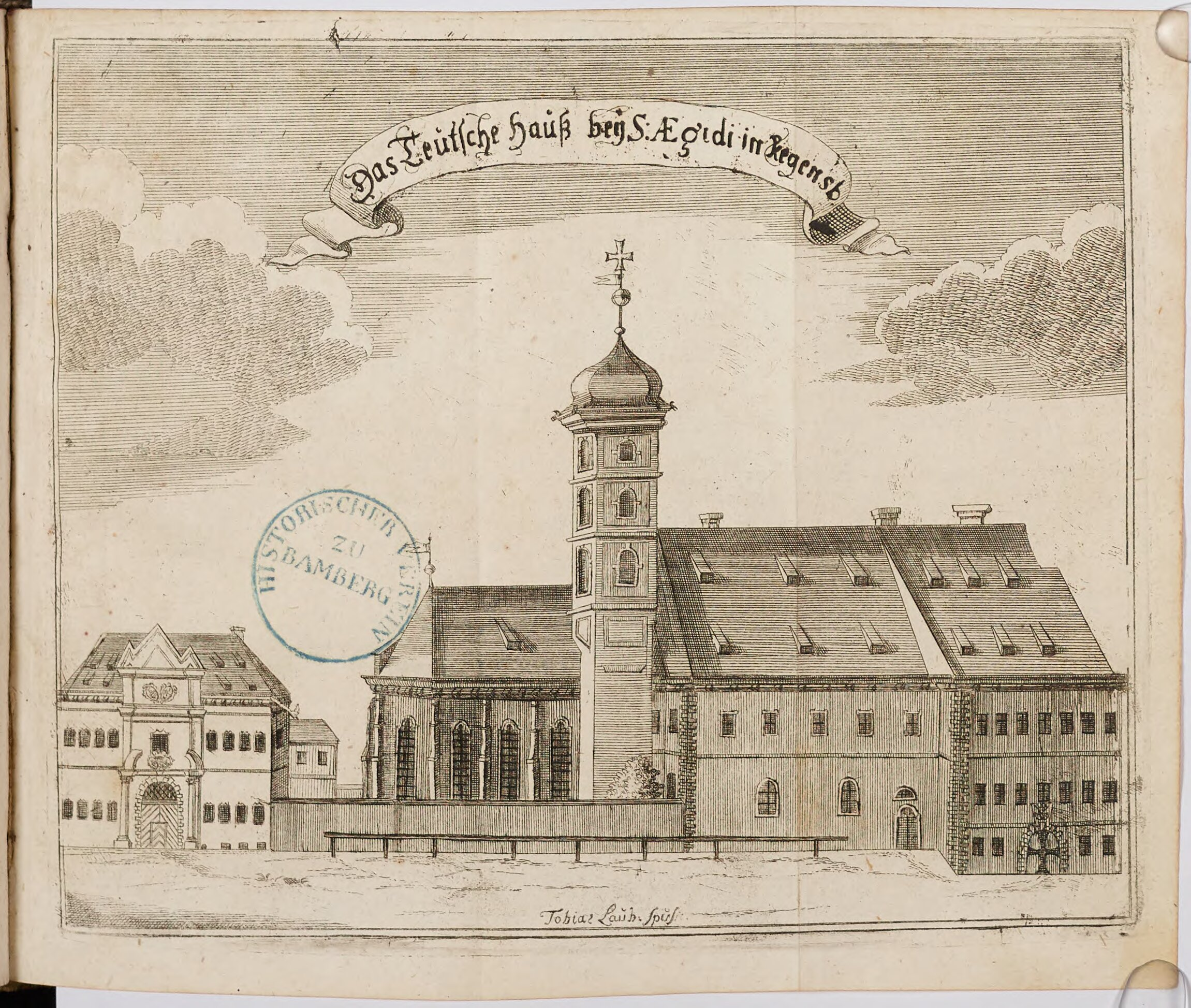
Die Kommende um das Jahr 1753

Die Stärke des Konvents schwankte im 13. Jahrhundert zwischen vier bis sieben Brüdern, sodass dieser mithin nicht unterbesetzt erscheint. Im Jahr 1368 entstand zudem ein Seelhaus, das mit acht Seelnonnen besetzt wurde. Dieses wurde von Willibald von Parkstein, dem Bruder des Komturs Heinrich von Parkstein, gestiftet. Durch diese Stiftung sollten Arme und Notleidende gespeist, Kranke gepflegt und für die Seelen der Verstorbenen gebetet werden. Dazu mussten die Seelfrauen alle Samstage nachts auf dem Friedhof für die Verstorbenen beten. Ab 1368 ist auch ein Hospiz in der Kommende belegt, das nun öffentlich geworden war, aber bereits zuvor möglicherweise für Ordensangehörige betrieben wurde. 1419 erhielt die Regensburger Kommende durch Bischof Albert III. die bischöflich-regensburgischen Lehen zu Sarching, Ende des 17. Jahrhunderts die Hofmark Niederwinzer und 1718 die Hofmark Adlmannstein.
Die Zeit der Reformation scheint die Regensburger Kommende ohne großen Schaden überstanden zu haben. Allerdings gab es in dieser Zeit Auseinandersetzungen mit der Stadt Regensburg über die Nutzung des  Ägidienplatzes, auf dem die Stadt einen Viehmarkt abhielt und 1652 ein Ballhaus eröffnen wollte. Erst 1770 konnte dieser Streit mit einem conclusum caesareum beendet werden, bei dem die Stadt siegreich blieb. Bereits zuvor gab es über einen längeren Zeitraum hinweg Auseinandersetzungen mit dem 1233 gegründeten Dominikanerkloster St. Blasius um die „Vorherrschaft“ auf dem Ägidienplatz. Außerdem oblag der Kommende seit dem späten 18. Jahrhundert die Seelsorge in dem 1233 gegründeten Dominikanerinnenkloster Heilig Kreuz.

### Baugeschichte der Komtureigebäude

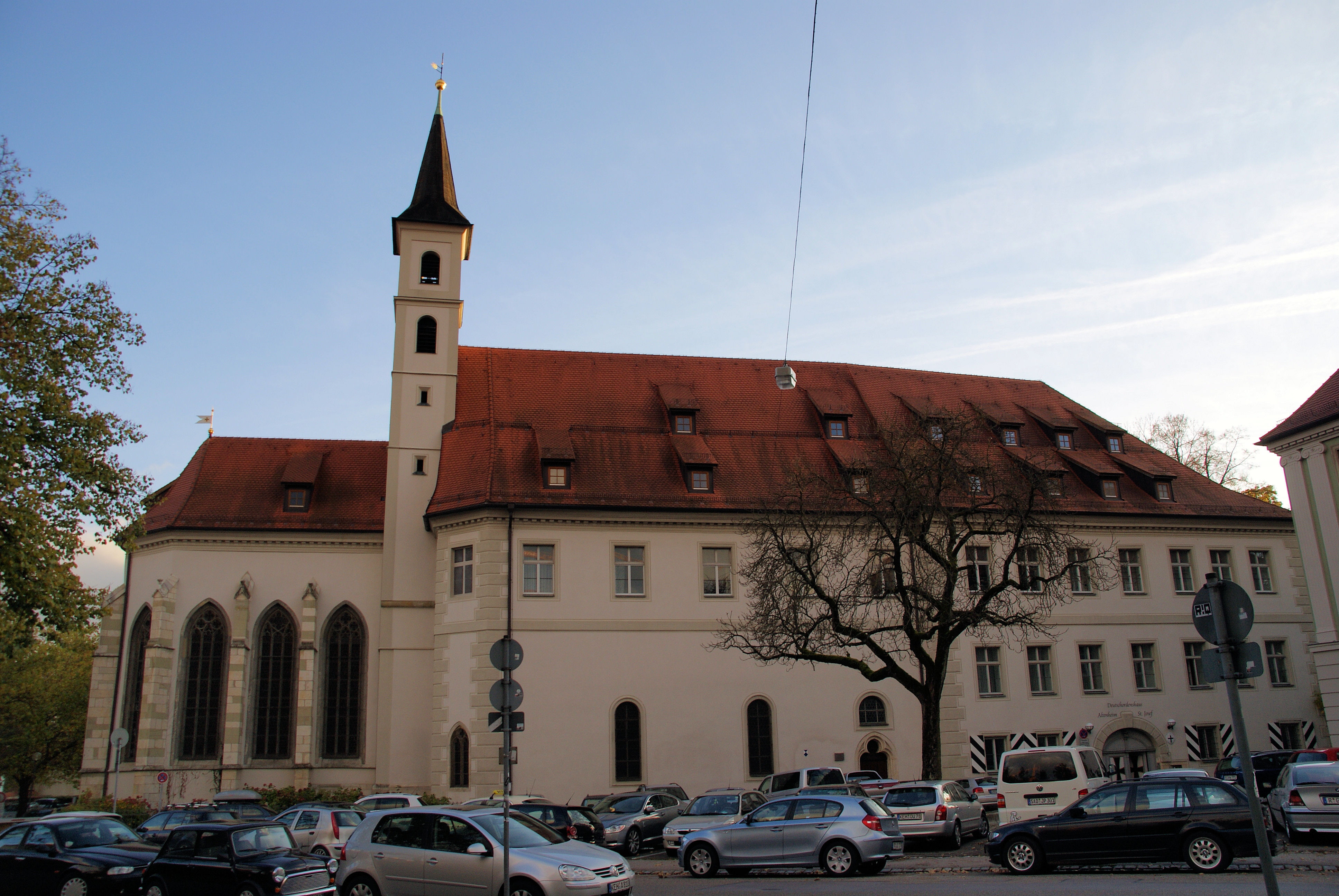
Ehemalige Deutschordenskirche St. Ägid

Den Aufbau der Kommende kann man auch an der von ihr eingeleiteten Bautätigkeit nachweisen: So wurde der Ägidienkirche, deren genauer Ursprung im Dunkeln liegt, in der Zeit um 1270/80 ein einschiffiges Langhaus angefügt. Im 14. Jahrhundert wurden zwei ungleiche Seitenschiffe angebaut und gleichzeitig die Kirche wurde um ein Joch nach Westen verlängert. Der noch existierende Chor wurde unter dem Komtur Marquard Zollner von Rotenstein Ende des 14. Jahrhunderts errichtet. Die sich an die Kirche nach Westen und Süden anschließenden Komturgebäude stammen im Kern ebenfalls aus dem späten 14. Jahrhundert und wurden 1683 erweitert. Dabei wurde auch das Langhaus der Ägidienkirche mit Räumlichkeiten der Komturei überbaut. Es handelt jedoch nicht um einen barocken Prunkbau, sondern um zweckmäßige Räumlichkeiten für die damalige Kommende. Zwischen 1720 und 1726 wurde östlich der Kirche das Neue Deutsche Haus nach den Plänen des Ordensbaumeisters Franz Keller errichtet.

### Auflösung der Kommende 1809 und Umnutzung der Komtureigebäude
Mit dem Reichsdeputationshauptschluss aus dem Jahr 1803 wurden die geistlichen Fürstentümer zwar aufgelöst, der Malteserorden und der Deutsche Orden blieben allerdings aus „Rücksicht für die Kriegsdienste ihrer Glieder“ davon ausgenommen. Die Deutschordenskommende Regensburg wurde damals dem Fürstentum Regensburg unter der Herrschaft Karl Theodor von Dalbergs zugeschlagen. Die Komturei wurde bereits 1809 aufgelöst, bevor im Jahr 1810 Napoleon Bonaparte Dalbergs Fürstentum Regensburg dem Königreich Bayern übergab.
1809 hatte Fürstprimas Karl Theodor von Dalberg das Neue Deutsche Haus mit Seelhaus und Zubehör an den Freiherrn Alexander Ferdinand von Lilien verkauft. Um 1830 ging es von dessen Erben an Johann Jakob Rehbach über, der dort die  Bleistiftfabrik Rehbach gründete, die bis 1934 bestand. Die Fabrik war im 19. Jahrhundert zeitweise die größte Produktionsstätte Regensburg, wie eine Inschrifttafel an dem Gebäude bezeugt. Anfang der 1970er gelangte es in öffentlichen Besitz. Nach umfangreichen Sanierungsarbeiten wurde dort ein Amtsgebäude der Regierung der Oberpfalz eingerichtet.
Die um die Ägidienkirche liegenden Komtureigebäude wurden 1810 dem letzten Fürstabt von Klosters St. Emmeram, Coelestin Steiglehner, übergeben. Dieser musste dafür seine Antikensammlung – bestehend aus zahlreichen Münzen, Gemmen und Figuren – abgeben, konnte dort aber bis zu seinem Tod am 21. Februar 1819 wohnen. Seiner Initiative ist es zu verdanken, dass viele Epitaphien der Deutschordensritter in der Kirche St. Ägidien aufgestellt wurden. Im Jahr 1819 erwarb die Stadt Regensburg das Gebäude und verwendete es als Schulhaus. 1837 erwarb das Regensburger Domkapitel die ehemalige Komtureigebäude und betrieb dort bis 1926 das Josephskrankenhaus, das von den Barmherzigen Schwestern vom heiligen Vinzenz von Paul betreut wurde. Zunächst wurde dieses unter einem Dach mit dem Evangelischen Krankenhaus betrieben, das aber 1882 an einen neuen Standort am Emmeramsplatz verlegt wurde, wo es bis 2017 seinen Betrieb aufrechterhielt. Das Josephskrankenhaus wurde erst 1929 aufgelöst, nachdem das wesentlich größere Krankenhaus der Barmherzigen Brüder im Westen der Stadt eröffnet worden war.

### Altenheim St. Josef (seit 1930)
In den Räumlichkeiten entstand stattdessen das Altenheim St. Josef, das sich wiederum unmittelbar in der Trägerschaft des Regensburger Domkapitels befand. Mit den steigenden Anforderungen an eine moderne Altenpflege, insbesondere in der Zeit nach dem Zweiten Weltkrieg, konnte es allerdings nicht Schritt halten. Auch mussten die Barmherzigen Schwestern aus Gründen des Nachwuchsmangels die Betreuung des Hauses aufgeben. Daher führte das Domkapitel Verhandlung mit dem Deutschen Orden, der ja eine reiche historische Verbindung zu dem Gebäudekomplex besitzt, über eine Rückkehr an seine alte Wirkungsstätte in Regensburg. So gründeten zum 1. Januar 1978 Familiaren des Deutschen Ordens eigens den Verein Deutschordenshaus Regensburg e. V., der bis heute von Ehrenamtlichen der Deutschordensballei „An der Donau“ geleitet wird. Dieser Verein ließ 1978/79 den modernen Neubau eines Pflegeheims südlich des alten Komtureigebäudes vornehmen. Nach den Plänen des Architekten Willy Hornung aus Ottobeuren, ebenfalls Familiar des Deutschen Ordens, entstand ein Bau mit 28 Appartements mit Loggien, der im Dezember 1979 bezogen werden konnte.
Bis Anfang 1981 wurde dann der denkmalgeschützte Altbau aufwändig saniert. Dabei kam es zu einem sensationellen Fund: Unter einem zwei Meter hohen Fehlboden oberhalb des Nordschiffs der Ägidienkirche stieß man auf zwei sehr gut erhaltene, gotische Wandmalereien. Abschließend ersetzte man zudem den Anfang des 20. Jahrhunderts errichteten Krankenhaustrakt, der sich zwischen dem alten Komtureikomplex und dem ersten Neubau befand, durch einen weiteren Neubau. So konnte im Jahr 1982 nach einer Bauzeit von vier Jahren und Baukosten von etwa 8 Millionen D-Mark das Altenheim St. Josef mit nunmehr 95 Wohnplätzen neu eingeweiht werden. Dieses wurde von Missionsdominikanerinnen aus dem Kloster Strahlfeld gemeinsam mit weltlichen Mitarbeitern betreut. Bereits 1990/91 errichtete man am Ägidiengang, also südlich des Pflegeheims eine Einrichtung mit sechs altersgerechten Wohnungen, die 1995 über einen Fest- und Gemeinschaftssaal baulich mit dem Altenheim verbunden wurden. Im Jahr 2002 konnte eine weitere, umfassende Außen- und Innenrenovierung abgeschlossen werden. Diese umfasste unter anderem den Ausbau des historischen Dachgeschosses mit neuen Bewohnerzimmern und einem Gemeinschaftssaal, sodass das Altenheim nun 107 Wohnplätze umfasst.
Da in der Innenstadt der Platz für weitere Ausbaumaßnahmen fehlte, ließ der Verein Deutschordenshaus Regensburg e. V. im Jahr 2005 in der Clermont-Ferrand-Allee im Westen der Stadt ein weiteres Seniorenheim unter dem Namen Albertinum errichten. Dieses wird neben weltlichen Mitarbeitern auch vom Schwesternorden des heiligen Josef betreut. Im Jahr 2010 gaben die Missionsdominikanerinnen dann ihren Dienst im Altenheim St. Josef auf. Mit dem Schwesterkonvent der Dienerinnen der unbefleckten Gottesmutter Jungfrau Maria konnten jedoch Nachfolgerinnen gefunden, die zusammen mit den weltlichen Mitarbeitern Pflege und Betreuung der Bewohner besorgen.

## Beschreibung

### Alte Deutschordenskommende

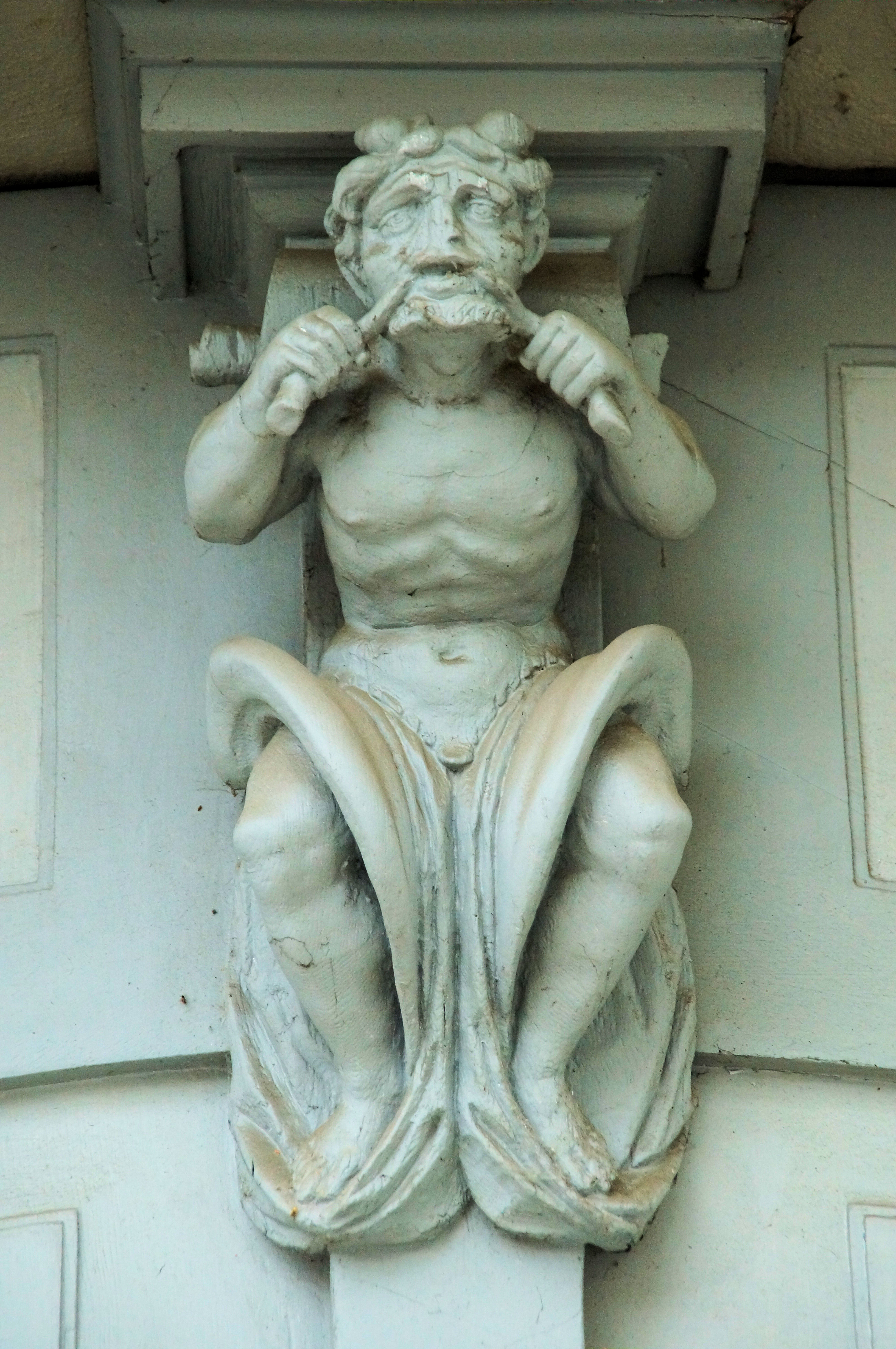
Skulptur am Portal der ehemaligen Deutschordenskommende

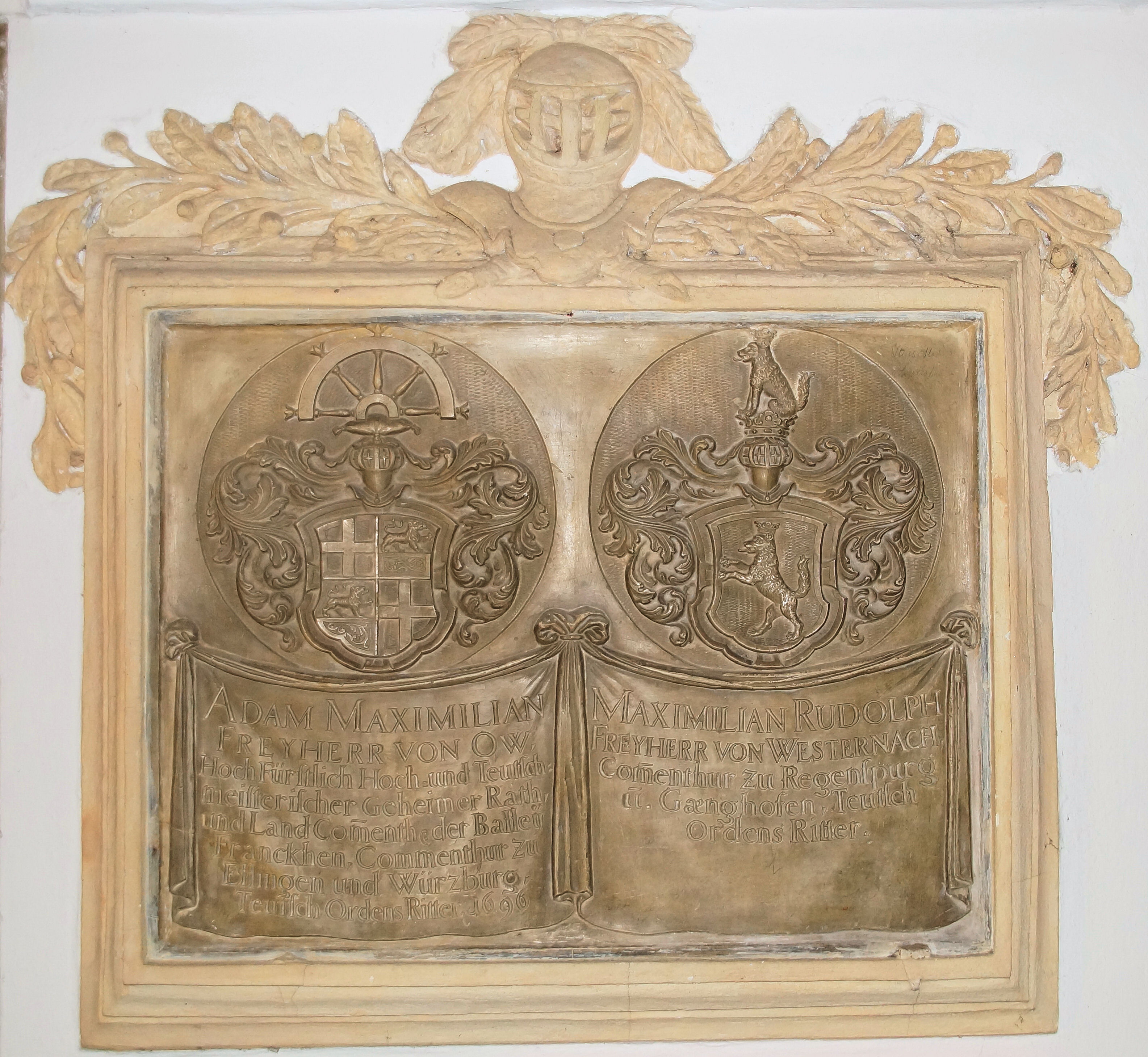
Inschrifttafel im Eingangsbereich der ehemaligen Deutschordenskommende (1696)

Die älteren Komtureigebäude schließen sich in Richtung Westen und Süden an die Ägidienkirche an. Der Komplex ist ein vierflügeliger, dreigeschossiger Walmdachbau, der im Kern aus der Gotik stammt und etwa im Jahr 1397 errichtet wurde. Die Komtureigebäude wurden im Jahr 1683 erweitert; allerdings nicht als barocker Prunkbau, wie die Bauzeit vermuten lässt, sondern als einfache, zweckmäßige Räumlichkeiten, die auf die Bedürfnisse der Deutschordensherren zugeschnitten waren. Bei diesen Baumaßnahmen wurden auch die Seitenschiffe der Ägidienkirche überbaut. Heute ist der Gebäudekomplex auch dank der Renovierung von 1980/81 weitgehend im Zustand der Erweiterung von 1683 erhalten.
Bei der angesprochenen Renovierung wurden unter einem zwei Meter hohen Fehlboden über dem Nordschiff der Ägidienkirche zwei sehr gut erhaltene gotische Wandgemälde entdeckt. Diese waren seit der Errichtung der Seitenschiffe der Ägidienkirche Ende des 14. Jahrhunderts vor Witterungseinflüssen geschützt und seit der Barockzeit durch den Fehlboden auch vor Ausbleichung. Der Künstler der beiden Gemälde ist unbekannt, jedoch weisen starke Ähnlichkeiten mit den Fresken im südlichen Seitenschiff der benachbarten Dominikanerkirche auf. Unmittelbar nach dem Sensationsfund gab es Bestrebungen, die Malereien in die Gänge des Kommendehauses zu verbringen und somit der breiten Öffentlichkeit zugänglich zu machen. Allerdings wurde aus Gründen des Denkmalschutzes davon abgesehen, sodass die gotischen Wandmalereien bis heute nicht öffentlich zugänglich sind.
Das größere der beiden Bilder ist etwa 3,25 Meter breit und 1,70 Meter hoch und wurde in Secco-Technik ausgeführt. Dargestellt ist hier Christus am Kreuz zwischen Maria und dem „Lieblingsjünger“ Johannes. Rechts sind außerdem die heilige Katharina und die Deutschordenspatronin Elisabeth zu sehen, links der Kirchenpatron Ägidius. Erkennbar an der Signatur ist dieses Gemälde in der Amtszeit des Komturs Heinrich von Siegenhofen, also zwischen 1290 und 1297 entstand. Das zweite Gemälde, ein Fresko, ist mit 1,40 Meter Breite und 3,00 Meter Höhe geringfügig kleiner. Es zeigt den heiligen Christophorus mit dem Jesuskind. Das untere Drittel des Bildes ist durch das Ende des 14. Jahrhunderts eingezogene Gewölbe im Seitenschiff verloren gegangen. Es entstand unter Komtur Johann von Schmiechen, der etwa von 1305 bis 1325 amtierte.
Im Innenhof der alten Komtureigebäude ein Gedenkstein aus dem Jahr 1337, der aus Kalkstein gehauen ist. Die Inschrift besagt, dass eine Hinrichtung zweier Verräter, die wohl am Freitag, den 26. Mai 1337 stattfand. Sie nimmt damit Bezug auf den beabsichtigten Verrat von Konrad Frumold bei der Belagerung Regensburgs durch Ludwig den Bayern im Jahr 1337. In der Zwingmauer auf der Westseite des Innenhofs ist eine lebensgroße Statue des heiligen Josef zu sehen, die im Zuge der Renovierungsmaßnahmen 1980/81 aufwändig restauriert wurde. Es handelt sich um eine qualitätvolle Rokokoarbeit, das mittels Chronogramm auf das Jahr 1761 datiert ist. Der ursprüngliche Aufstellungsort dürfte das Krankenhaus St. Josef an der Ostengasse gewesen sein, das ebenfalls in der Hand des Regensburger Domkapitels war.

### Neues Deutsches Haus(Neue Deutschordenskommende)
Das Neue Deutsche Haus, ein Erweiterungsbau der alten Deutschordenskommende, liegt östlich der Ägidienkirche und besitzt keine bauliche Verbindung zum alten Komtureigebäude. Es handelt sich dabei um einen zweiflügeligen, zweigeschossigen Walmdachbau in Ecklage. Der Hauptflügel auf der Nordseite besitzt neun Fensterachsen und einen einachsigen Portalrisalit, der zwerchgiebelartig überhöht ist. Der breite, korbbogige abgeschlossene Portal wird von zwei korinthisierenden Säulen flankiert, die einen Architrav und Giebelstücke tragen. Im Obergeschoss wird der Risalit von korinthisierenden Pilastern eingerahmt, auf denen ein Dreiecksgiebel als oberer Abschluss aufbaut.
Das von Franz Keller, dem damaligen Baumeister des Deutschen Ordens, geplante Gebäude wurde zwischen 1720 und 1726 in einfachen barocken Formen errichtet. Im Obergeschoss befinden sich einige Räume mit Stuckdecken, die öffentlich nicht zugänglich sind. Der Stuckdekor, eine Schöpfung des Frührokoko, könnte von Peter Appiani stammen, der um 1720 unter anderem in der Regensburger Niedermünsterkirche tätig war.